# Volcán submarino de la Dorsal del Pacífico Oriental a 8° Sur
En la Dorsal del Pacífico Oriental a 8° 16' de latitud sur y 107° 57' de longitud oeste a una profundidad de unos 2800 m se encuentra un campo de lava de unos 220 km², con un volumen estimado de 15 km³. Dado que los registros de la ecosonda lo muestran de forma muy nítida, lo que sugiere la ausencia de una cubierta de sedimentos, se supone que es muy reciente. La aparición de un penacho de elevada concentración de helio-3 en el agua de mar, que podría extrapolarse en el tiempo y la ubicación a esta zona, así como algunos terremotos inusuales no relacionados con la falla transformante de Wilkes cercana, que se produjeron en esta región en 1964, 1965 y 1969, sugieren un momento de formación del campo de lava durante este período por erupciones de fisuras de un Volcán submarino.
La masa continental más cercana al volcán es la isla Isabela, parte del Archipiélago de Galápagos, a una distancia de unos 820 km.